# Andreas Franz Frühwirth
Andreas Franz Frühwirth (Sankt Anna am Aigen, 21 augustus 1845 – Rome, 9 februari 1933) was een Oostenrijks geestelijke en kardinaal van de Rooms-Katholieke Kerk.
Franz Frühwirth trad op 13 september 1863 in bij de Dominicanen en nam bij die gelegenheid de kloosternaam Andreas aan. Hij werd op 13 september 1864 geprofest. Hij studeerde vervolgens theologie en filosofie in Graz en aan de Pauselijke Academie van Sint Thomas van Aquino in Rome. Hij werd op 5 juli 1868 priester gewijd.
Hij was werkzaam als lector aan de Academie van Sint Thomas en vervolgens, gedurende zes jaar, professor in de theologie aan het Dominicaans College te Graz. Hij was prior van de gemeenschap in Graz van 1872 tot 1875 en vervolgens zes jaar lang van de communuteit in Wenen. Gedurende elf jaar, van 1880 tot 1891, was hij provinciaal overste van de Dominicanen in Oostenrijk-Hongarije.
In 1891 werd hij door het generaal kapittel van de Dominicanen gekozen tot Magister Generaal. Hij zou dit blijven tot 1904. Magister Frühwirth was de founding father van de Analecta Ordinis Praedicatorum en visiteerde op last van de Heilige Stoel verschillende kloostergemeenschappen. In 1906 werd hij consultor bij het Heilig Officie. Een jaar later benoemde paus Pius X hem tot apostolisch nuntius in Beieren. Bij die gelegenheid werd hij benoemd tot titulair aartsbisschop van Hereclea. Hij ontving zijn bisschopswijding in de kerk van Santa Maria dell'Anima uit handen van de kardinaal-staatssecretaris Rafael Merry del Val.
Tijdens het consistorie van 6 december 1915 creëerde paus Benedictus XV hem kardinaal. De Santi Cosma e Damiano werd zijn titeldiakonie. Kardinaal Frühwirth nam deel aan het conclaaf van 1922 dat leidde tot de verkiezing van paus Pius XI. Hij was vervolgens twee jaar kardinaal-grootpenitentiarius en vanaf 1927 tot aan zijn dood kanselier van de pauselijke kanselarij.
De kardinaal overleed in 1933 en werd begraven in zijn geboortedorp, waar tevens een standbeeld voor hem werd opgericht. Toen hij overleed was hij het oudste lid van het College van Kardinalen.
- Bibliothèque nationale de France: cb129938312 (data)
- Catàleg d'autoritats de noms i títols de Catalunya: 981058522006106706
- Gemeinsame Normdatei: 116840773
- International Standard Name Identifier: 0000 0001 0884 2227
- Nationale Bibliotheek van Tsjechië: pna20221148014
- Nederlandse Thesaurus van Auteursnamen: 119911493
- Istituto Centrale per il Catalogo Unico: CUBV069364
- SNAC: w6qn9132
- Système universitaire de documentation: 140501983
- Trove: 996332
- Virtual International Authority File: 30297912
- WorldCat: E39PBJhd6fJR98jbtXw8HVB3wC